# ファミスタ エボリューション
「ファミスタ エボリューション」は、日本のヒップホップMC、MCUの配信シングル。

## 概要
- ゲーム好きで知られるMCUとファミスタのコラボレーション。
- MVではMCUが曲に合わせて 野球、ファミスタをプレイしている。
- バンダイナムコのファミスタエボリューションのOPとなっている

## タイアップ
- ファミスタエボリューション

## 収録曲
- ファミスタ エボリューション
- ファミスタ エボリューション（Inst.）